# Alexander Gerard (Philosoph)
Alexander Gerard (* 22. Februar 1728? in Garioch, Aberdeenshire; † 22. Februar 1795) war ein schottischer Philosoph.

## Leben
Gerard wurde als Sohn des Pfarrers Gilbert Gerard in Garioch, Aberdeenshire geboren und wuchs dort auf. Nach dem Besuch der Foveran Parish School und dann der Aberdeen Grammar School studierte er am Marischal College, dem protestantischen der beiden konstituierenden Colleges der University of Aberdeen. Einer seiner Lehrer war David Fordyce. Nach Abschluss der „Künste“ studierte er Theologie und wurde im Alter von 20 Jahren ordiniert (1748). Vier Jahre später, 1751, wurde Gerard nach dem Tod Forcyces auf See zu dessen Nachfolger an der Universität bestellt und übernahm die Professur für Moralphilosophie. Er zögerte nicht mit Änderungen und führte in nur drei Jahren nach seiner Ernennung eine radikale Neugestaltung des Curriculums durch.
Ein Jahr darauf hinterließ er einen ähnlichen Eindruck, als der mit dem Essay on Taste einen von der Edinburgh Society for the Encouragement of Arts, Sciences, Manufacture and Agriculture ausgeschriebenen Preis gewann. Unter den Preisrichtern befand sich auch David Hume, dessen weitaus bekannteres Werk On the Standard of Taste ein Jahr später veröffentlicht wurde. Mit Humes Unterstützung wurde Gerards Arbeit 1758 veröffentlicht (andere Quellen nennen 1759). Es war ein weit über die Grenzen Schottlands oder des Königreichs bekanntes Werk, das auch von Immanuel Kant gelesen wurde. In der dritten Auflage, 1780, ergänzte Gerard einen Abschnitt, in dem er sich mit Humes Position auseinandersetzte und eine Unterscheidung zog, die Hume und andere seiner Meinung nach nicht anerkannten.
1759 übernahm Gerard die Leitung des Marischal Colleges. 1760 wurde Gerard zum Professor der Theologie ernannt und damit auch Pfarrer der Greyfriars Church in Aberdeen. 1771 gab er beide Positionen auf, um am Kings College die deutlich besser entlohnte Professur für Theologie zu übernehmen.
Gerard war Mitglied der literarischen und philosophischen Gesellschaft Aberdeens, der als Wise Club bekannten Aberdeen Philosophical Society, in der er mit Personen wie George Campbell (1719–1796), Thomas Reid, James Beattie und weiteren prominenten Persönlichkeiten verkehrte. Er war Chaplain to the King und leitete 1764 die Generalversammlung der Church of Scotland als Moderator. 1783 gehörte Alexander Gerard zu den Gründungsmitgliedern der Royal Society of Edinburgh.
An seinem Geburtstag, dem 22. Februar 1795, verstarb Gerard. Nachfolger als Professor der Theologie am Kings College wurde sein Sohn, Gilbert Gerard.
Auch wenn seine Arbeiten heute nicht mehr häufig gelesen werden, so war Alexander Gerard eine bedeutende Person in der Entwicklung der philosophischen Ästhetik.

## Bibliografie
- 1758 (1759): Essay on Taste
- 1760: The Influence of the Pastoral Office on the Character examined; with a View especially to Mr. Hume's Representation of the Spirit of that Office
- 1766: Dissertations on Subjects relating to the Genius and the Evidences of Christianity
- 1774: Dissertation on Subjects Relating to Genius
- 1778: Liberty a Cloak of Maliciousness, both in the American Rebellion and in the Manners of the Times
- 1782: Sermons, zwei Bände
- 1792: The Corruption of Christianity
- 1799: The Pastoral Care, unter Mithilfe seines Sohnes, Gilbert Gerard, posthum veröffentlicht